# Xubuntu
Xubuntu je službeni derivat Ubuntu operacijskog sustava sa Xfce grafičkim sučeljem.
Pošto Xfce sučelje koristi manje resursa od GNOME-a, Xubuntu se često koristi kao alternativa za starija računala, sustave s ograničenim resursima, laptope, netbooke i radne stanice na kojima je potrebna veća efikasnost.
Ime Xubuntu je kombinacija naziva Xfce Desktop Environment i Ubuntu. Xfce je izvorno bila skraćenica za XForms Common Environment, dok Ubuntu znači "humanost prema drugima" na Zulu i Xhosa jezicima. Konačni rezultat, Xubuntu, nema sam po sebi nikakva značenja.
Ciljevi Xubuntu distribucije su: "pružiti distribuciju jednostavnu za korištenje, temeljenu na Ubuntu Linuxu i Xfce grafičkom sučelju, uz fokus na uporabljivost, učinkovitost te malu potrošnju memorijskih resursa."

## Povijest
Xubuntu je prema izvornim glasinama trebao biti spreman za izlazak istovremeno s 5.10 Breezy Badger inačicom Ubuntua, no službenog datuma izlaska nije bilo, tek meta-paket (xubuntu-desktop) pomoću kojeg se moglo instalirati Xfce grafičko sučelje unutar samog Ubuntu sustava.
Prva službena inačica Xubuntu distribucije izdana je 1. lipnja 2006. godine, zajedno s Ubuntu, Kubuntu i Edubuntu inačicama (kodnog imena Dapper Drake).
U listopadu 2007., Jani Monoses je najavio kako će napustiti poziciju vođe projekta i prepustiti je Lionelu Le Folgocu. Le Folgoc vodi projekt do ožujka 2008. kada Cody A.W. Somerville preuzima mjesto, imenovan od strane Xubuntu zajednice. On sastavlja opsežnu strategiju za Xubuntu projekt naziva Xubuntu Strategy Document. 
U veljači 2009., Mark Shuttleworth priznaje kako ima u planu razvoj LXDE inačice Ubuntu operacijskog sustava, naziva Lubuntu. LXDE sučelje koristi Openbox upravljač prozora (eng. window manager), te je, poput Xubuntua, namijenjen starijim, prijenosnim i inim slabijim računalima. Kakav će to utjecaj imati na razvoj Xubuntua još je nepoznato.

## Aplikacije
Ovdje možete pronaći kratak popis nekih popularnijih aplikacija korištenih u Xubuntu sustavu.
- Abiword - program za obradu riječi
- Catfish - pretraživanje
- Common Unix Printing System - alat za ispis
- Evince - PDF preglednik
- Firefox - web preglednik
- GIMP - grafička obrada
- Gnumeric - uređivanje tablica
- Mousepad - uređivanje teksta
- Orage - kalendar
- Pidgin - dopisivanje
- Thunderbird - e-mail klijent
- XChat - IRC klijent
- Xsane - alat za skeniranje

## Vanjske poveznice
- Službena web stranica
- Xubuntu na Ubuntu Wikiju
- Xubuntu savjeti i trikovi